# Xã Farmington, Quận Fulton, Illinois
Xã Farmington (tiếng Anh: Farmington Township) là một xã thuộc quận Fulton, tiểu bang Illinois, Hoa Kỳ. Năm 2010, dân số của xã này là 3.350 người.